# Valdemar Irminger
Pour les articles homonymes, voir Irminger.

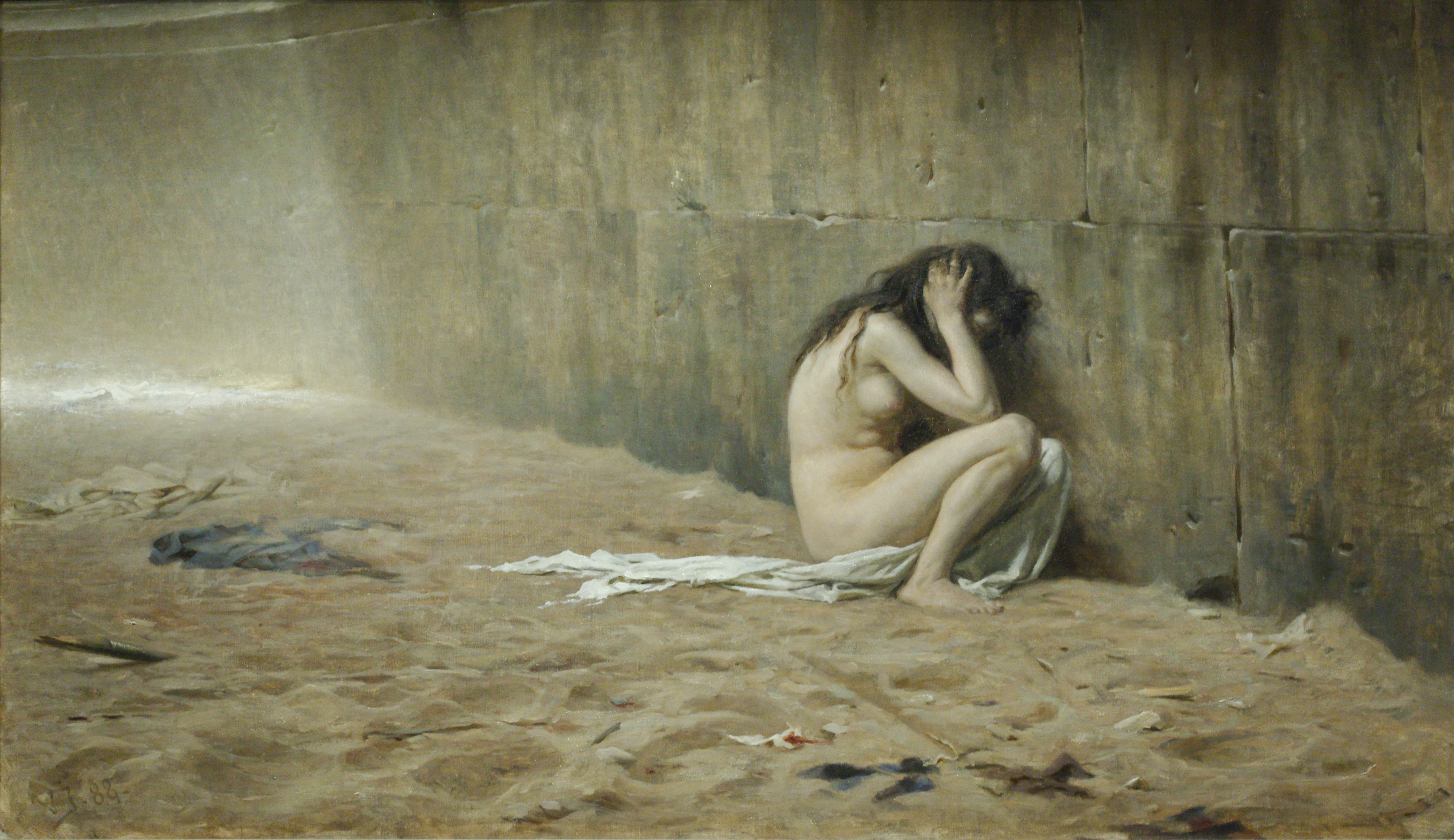
From the Old Colosseum (1888)

Valdemar Heinrich Nicolas Irminger, né le 29 décembre 1850 et mort le 10 février 1938, est un peintre danois.

## Biographie
Né à Copenhague, il participe à l'Académie Royale danoise des Beaux-Arts de 1867 et 1873. Il se rend en Italie de 1884 à 1887 grâce à une bourse. En 1888, il remporte la médaille de l'Académie pour Motiv fra Børnehospitalet ved Refsnæs et l'année suivante pour Fra et Børnehospital. En 1908, il épouse la peintre Ingeborg Plockross.
Il peint d'abord dans un style réaliste, à partir des années 1890 il se tourne vers le romantisme. Ses œuvres comprennent des portraits, des sujets religieux, des soldats, des animaux et des enfants.

## Distinctions
- Chevalier de l'ordre de Dannebrog

## Prix
En 1889 il reçoit la Médaille d'Eckersberg. En 1915 il est décoré de l'Ordre du Dannebrog et en 1925 il obtient la Croix d'Honneur.